# 恒州 (北魏)
恒州，北魏时设置，原为北魏旧都平城（今山西省大同市）所在的司州。太和十八年（494年），孝文帝把都城由平城迁到洛阳，改旧都平城的司州改为恒州，在今山西省、河北省、内蒙古自治区境内。改新都洛阳所在的洛州为新的司州。东魏因之，北齐天保七年（556年）废除恒州，改为恒安镇，之后又重建恒州，又作北恒州，下辖安远、临塞、威远、临阳等郡，治所在太平县（今山西省大同市），北周灭北齐，废除北恒州，辖地合并为云中县，改属朔州长宁郡。
唐朝武德四年（621年），东突厥扶植的隋王杨政道云内县（今山西省大同市）设置恒州。武德六年（623年），唐朝夺得恒州，改名北恒州，次年又被依附突厥、杨政道的苑君璋所得。貞觀四年（630年）唐灭东突厥，夺得云州、恒州之地，废除恒州和云中县的建制，地入云州。贞观十四年（640年），迁移云州和定襄县到云中县故地，治所在今山西省大同市的云州成立。
| 唐朝恒州辖县 | 唐朝恒州辖县             |
| ------------ | ------------------------ |
| 621年        | 云内县（改为云中县）     |
| 623年        | 改名北恒州，下辖云中县   |
| 624年        | 改名恒州，下辖云中县     |
| 630年        | 废除恒州，云中县并入云州 |

北魏恒州刺史
- 陆叡（494年－495年）
- 穆泰（496年）
- 元澄（496年－497年）
- 于杲（497年－498年）
- 元纂（499年－500年）
- 元嵩（501年－502年）
- 于敏（503年－504年）
- 元琛（正始年间）
- 元匡（506年－508年）
- 元继（509年－510年）
- 尉羽（511年）
- 封静（513年－514年）
- 高植（515年）
- 慕容远（熙平年间）
- 杨钧（517年－519年）
- 元渊（519年－521年）
- 元顺（522年－523年）
- 司马仲明（523年－524年）
- 元纂（525年－526年）
- 元瑱（525年－526年）
- 韩演（528年）
- 叱列延庆（529年－530年）
- 于昕（531年）
- 厍狄干（533年－534年）